# Dieffenbacher
Головное предприятие производственной группы «Диффенбахер» находится в немецком городе Эппинген в округе Хайльбронн федеративной земли Баден-Вюрттемберг. «Диффенбахер» разрабатывает, изготавливает и поставляет системы прессования, а также комплектные производственные линии для изготовления древесных плит, а также системы прессования для автомобильной промышленности и её субпоставщиков. Кроме того, компания разрабатывает машины и системы для индустрии переработки отходов, электростанции на различных видах топлива для выработки электричества и тепла, а также технологии для различных отраслей промышленности.

## Предприятие
Свыше 70 % всей производимой продукции и услуг идут на экспорт. Группа «Диффенбахер» сертифицирована по нормам контроля качества DIN EN ISO 9001, VDA 6.4. Одно из ведущих технологических предприятий в своей отрасли.

### История фирмы

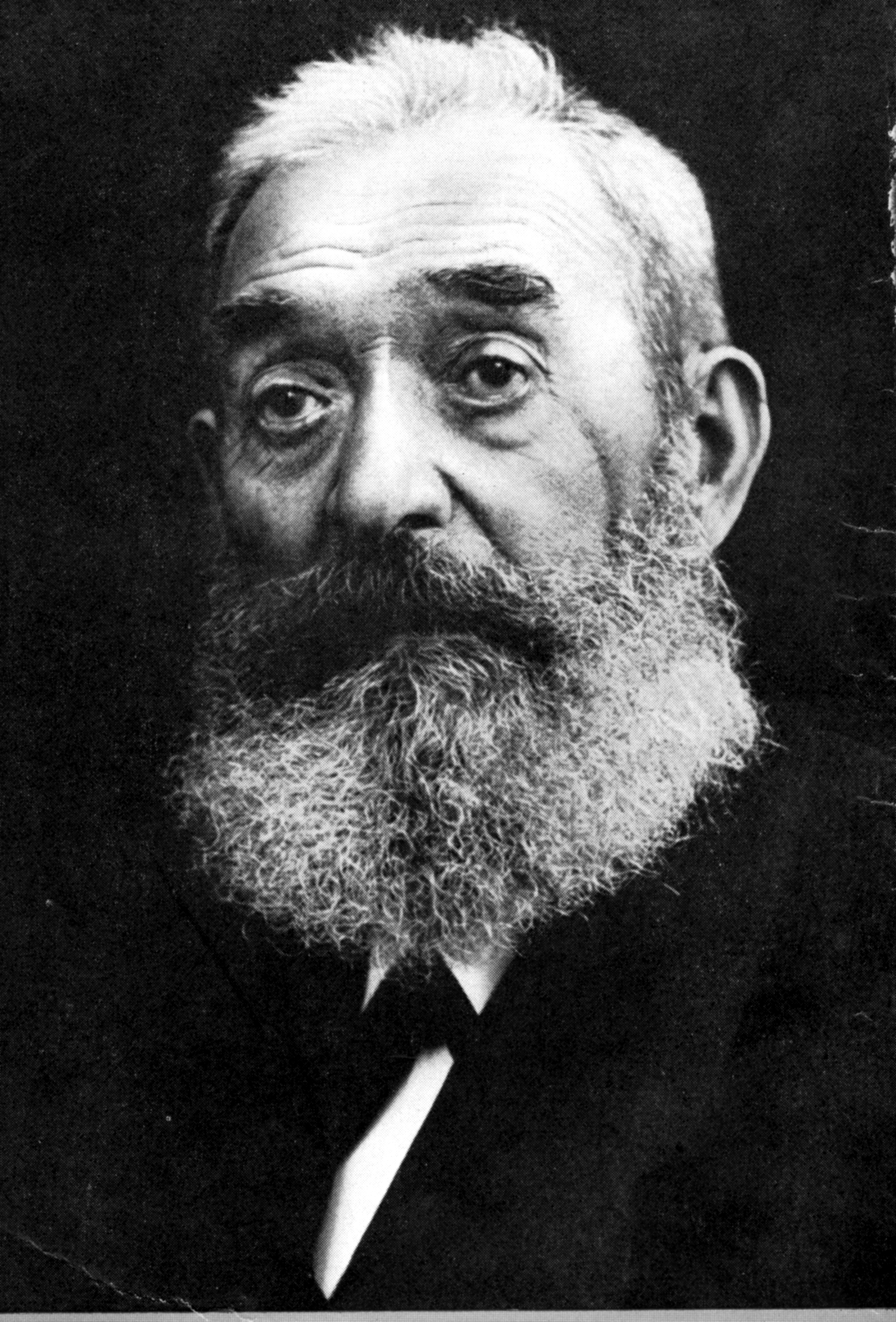
Jakob Dieffenbacher

В 1873 году слесарный мастер Якоб Диффенбахер в возрасте 26 лет организовал в городе Эппинген своё дело. В 1880-е годы фирма изготавливала печи и кассовые шкафы.
Первоначальное предприятие находилось в историческом центре городка Эппинген. Однако промышленное развитие в начале XX века требовало его расширения. Постепенно небольшая мастерская превратилась в просторную фабрику для производства гидравлических прессов для пищевой промышленности (для отжима фруктов, изготовления вина и пищевых масел). После второй мировой войны предприятие специализировалось прежде всего на изготовлении тяжёлых станков и машин. Начиная с 1954 года предприятие делает свои прессы для древесностружечных плит и шпона. Затем появились линии для изготовления фанеры и линии облагораживания поверхности древесностружечных плит.
В середине 1960-х годов «Диффенбахер» разработала прессы с поворотной плитой толкателя и выкатывающимся столом пресса. В дальнейшем эти прессы стали прообразом современных испытательные прессов для прикатки инструмента. Начиная с 1960 года «Диффенбахер» производит прессы для обработки (формовки) синтетических материалов. К 1970-м годам фирма уже становится лидером рынка по данной отрасли.
Сегодняшний владелец и управляющий директор Вольф-Герд Диффенбахер принял предприятие от своего отца в 1980 году. С этого момента началось развитие фирмы как поставщика комплектных технологических линий, а также интернационализация предприятия. За прошедший период за счет создания новых предприятий, новых офисов сбыта и сервисных центров, а также за счет приобретения уже существующих фирм произошло существенное расширение компании. В настоящее время предприятия и офисы компании находятся в 22 точках по всему миру.

## Список литературы
- Blechnet Website Архивная копия от 16 марта 2010 на Wayback Machine
- Честный Штутгарт